# L'Hort de Senabre
L'Hort de Senabre (en español El Huerto de Senabre) es un barrio de la ciudad de Valencia (España), perteneciente al distrito de Jesús. Está situado al suroeste de la ciudad y limita al norte con La Raiosa, al este con La Cruz Cubierta, al sur con San Marcelino y Camino Real y al oeste con Favara. Su población en 2022 era de 16.859 habitantes.

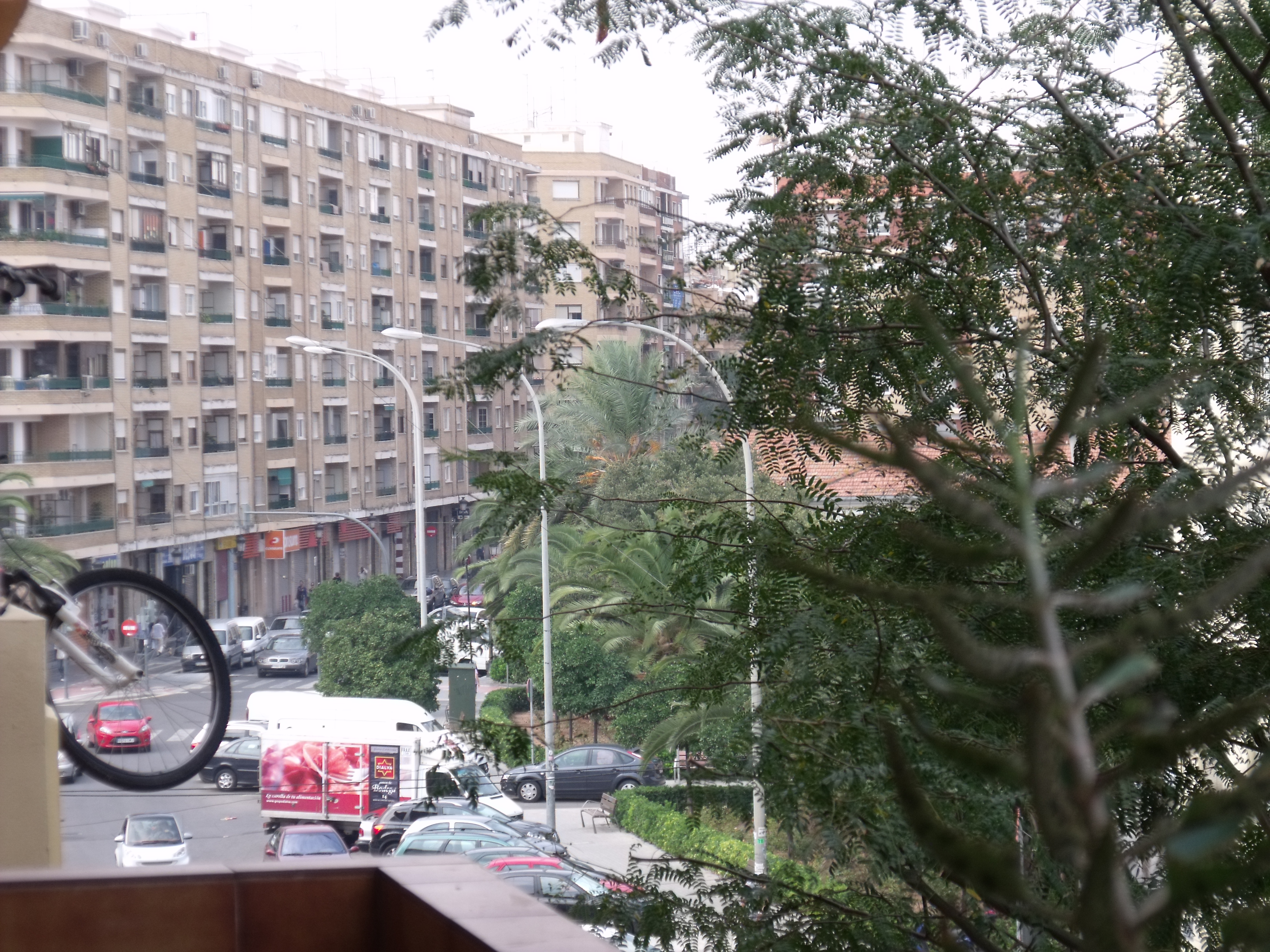
Inicio de la calle Llanera de Ranes desde la plaza Santiago Suárez. El jardín de esta plaza,que es el último resto del huerto que da nombre al barrio, pertenece administrativamente al barrio de La Cruz Cubierta.